# Дрансдорф
Дрансдорф (нем. Drahnsdorf) — община в Германии, в земле Бранденбург.
Входит в состав района Даме-Шпревальд. Подчиняется управлению Амт Гольсенер Ланд.   Занимает площадь 26,92 км².
Коммуна подразделяется на 4 сельских округа.

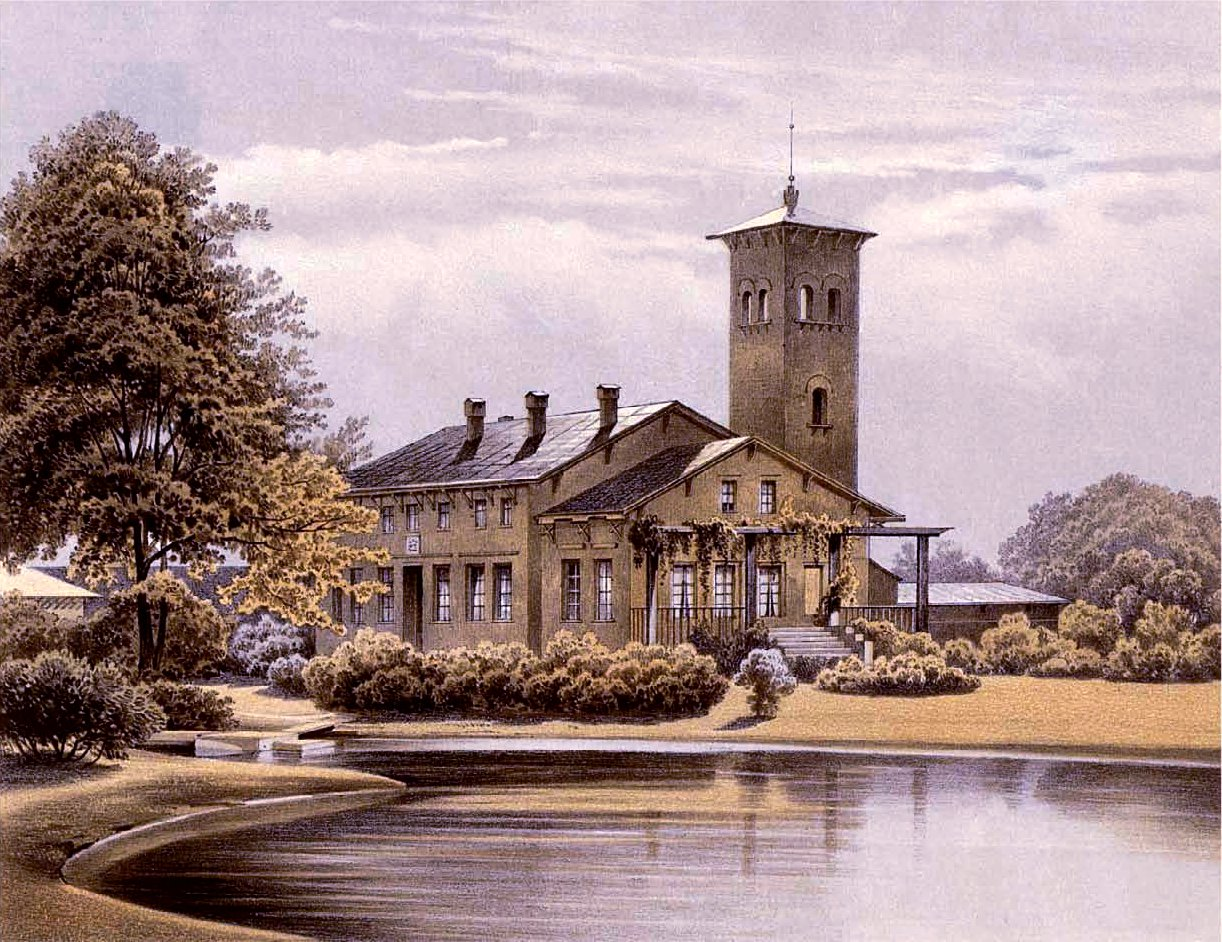
House Krossen, around 1860, Edition by Alexander Duncker

## Население
| Год  | Население |
| ---- | --------- |
| 1990 | 739       |
| 1995 | 760       |
| 2000 | 715       |
| 2005 | 665       |
| 2010 | 622       |
| 2015 | 611       |
| 2020 | 675       |